# Maria Wierzbicka
Maria Wierzbicka, z d. Rapacka (ur. 2 września 1939 w Warszawie) – polska historyczka historiografii. 

## Życiorys
Córka Adama Rapackiego. Absolwentka Wydziału Historycznego Uniwersytetu Warszawskiego w 1962. Od 1963 zatrudniona tamże jako asystentka, starsza asystentka, od 1972 adiunktka, a następnie starsza wykładowczyni (w latach 2001–2003) w Zakładzie Dydaktyki Historii i Historii Historiografii/Zakład Dydaktyki Historii). Doktorat (Periodyzacja dziejów Polski przedrozbiorowej w historiografii polskiej w okresie od lat 70 XIX w. do 1939) obroniła 19 czerwca 1971 pod kierunkiem Wandy Moszczeńskiej. Wicedyrektorka Instytutu Historycznego UW w latach 1988–1990. Współpracowniczka Krajowego Funduszu na rzecz Dzieci. W 1965 występowała przeciwko próbie relegowania z Instytutu Historii UW Adama Michnika i Seweryna Blumsztajna. Zajmuje się historią historiografii polskiej XIX i XX wieku.

## Wybrane publikacje
- Poseł robotniczej Warszawy. Opowieść o Adolfie Warskim, Warszawa: Państwowe Zakłady Wydawnictw Szkolnych 1965.
- Dawne syntezy dziejów Polski. Rozwój i przemiany koncepcji metodologicznych, Gdańsk: Zakład Narodowy im. Ossolińskich 1974.
- Władysław Smoleński, Warszawa: Państwowe Wydawnictwo Naukowe 1980.
- Historyk romantyczny wobec problemów historii najnowszej [w:] Historia, poznanie, przekaz. Studia poświęcone prof. Jerzemu Maternickiemu w czterdziestolecie pracy naukowej, red. B. Jakubowska, Rzeszów 2000.
- Rozwój samoświadomości kobiet na przełomie XVIII i XIX wieku. Początki imperatywu kształcenia się, „Katedra Gender Studies Uniwersytetu Warszawskiego” nr 1/2001, s. 170–181.